# Ultraman Max
Pour les articles homonymes, voir Ultraman.
Ultraman Max (ウルトラマンマックス, Urutoraman Makkusu) est une série télévisée consacrée à Ultraman et diffusée du 7 juillet 2005 au 25 mars 2006 au Japon. Elle est produite par Tsuburaya Productions et Chubu-Nippon Broadcasting Co., Ltd. et fait suite à Ultraman Nexus. Il s'agit d'une série de type tokusatsu donc très riches en effets spéciaux où des héros costumés affrontent des kaijû, des monstres géants inspirés de Godzilla.
La production est assurée par Takeshi Yagi et la réalisation des différentes épisodes et l'œuvre de nombreux artistes dont plusieurs réputés (Shūsuke Kaneko, Akio Jissōji et Takashi Miike).

## Distribution
- Nobuyuki Ogawa : Kenjiro Koba
- Sota Aoyama : Kaito Touma / Ultraman Max
- Hitomi Hasebe : Mizuki Koishikawa
- Kai Shishido : Capitaine Shigeru Hijikata
- Hikari Mitsushima : Elly

## Fiche technique
- Titre : Ultraman Max
- Titre original : ウルトラマンマックス, Urutoraman Makkusu
- Production : Takeshi Yagi
- Réalisation : Shūsuke Kaneko, Hirochika Muraishi, Kengo Kaji, Futoshi Sato, Takeshi Yagi, Takashi Miike, Hideaki Murakami, Akio Jissōji, Hiroaki Tochihara, Toshiyuki Takano, Toshihiro Iijima et Kenji Suzuki.
- Pays d'origine : Japon
- Durée : 40 épisodes de 24 minutes.